# 肩
肩（かた、英:shoulder）とは、

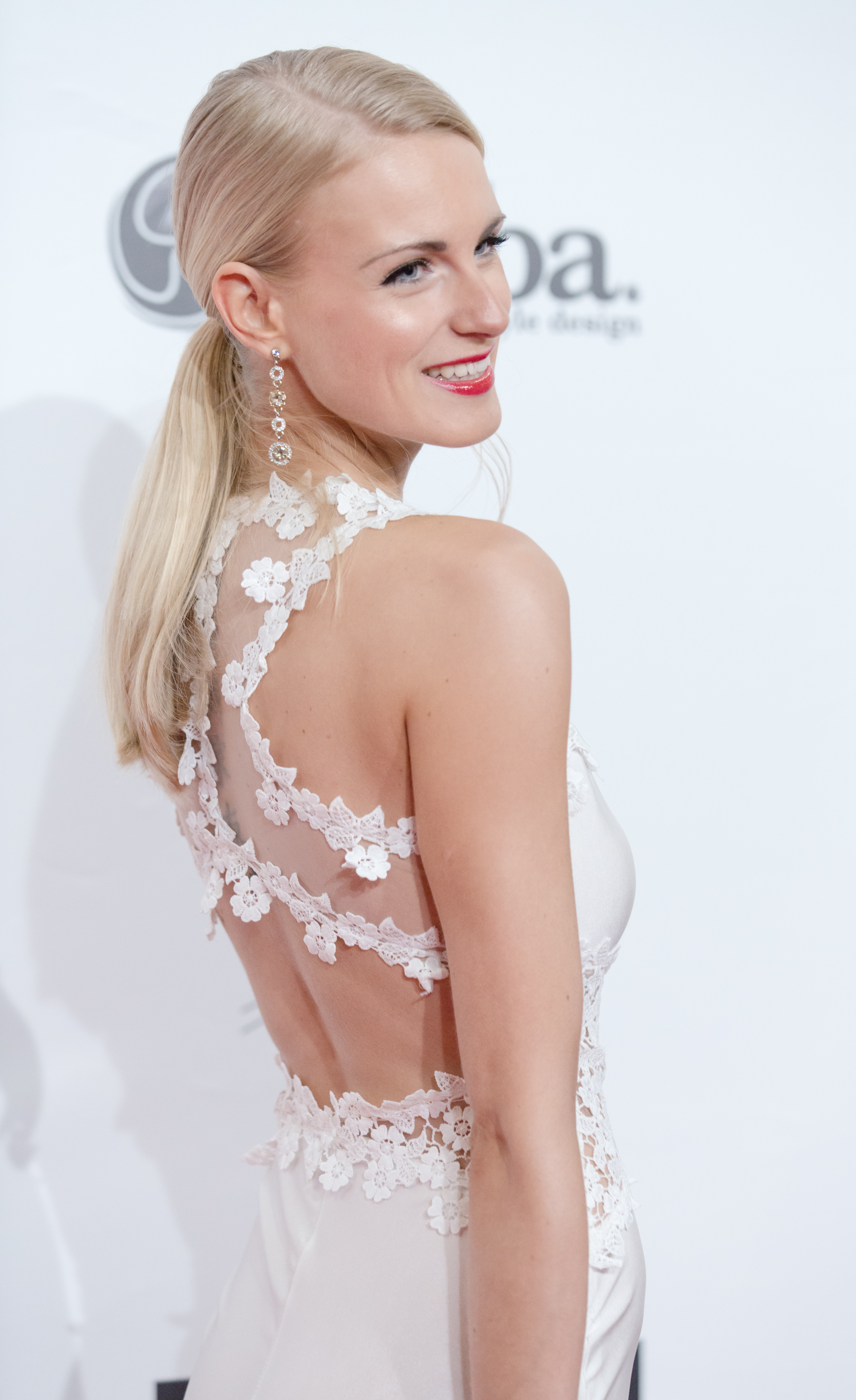
右後ろから見た右肩

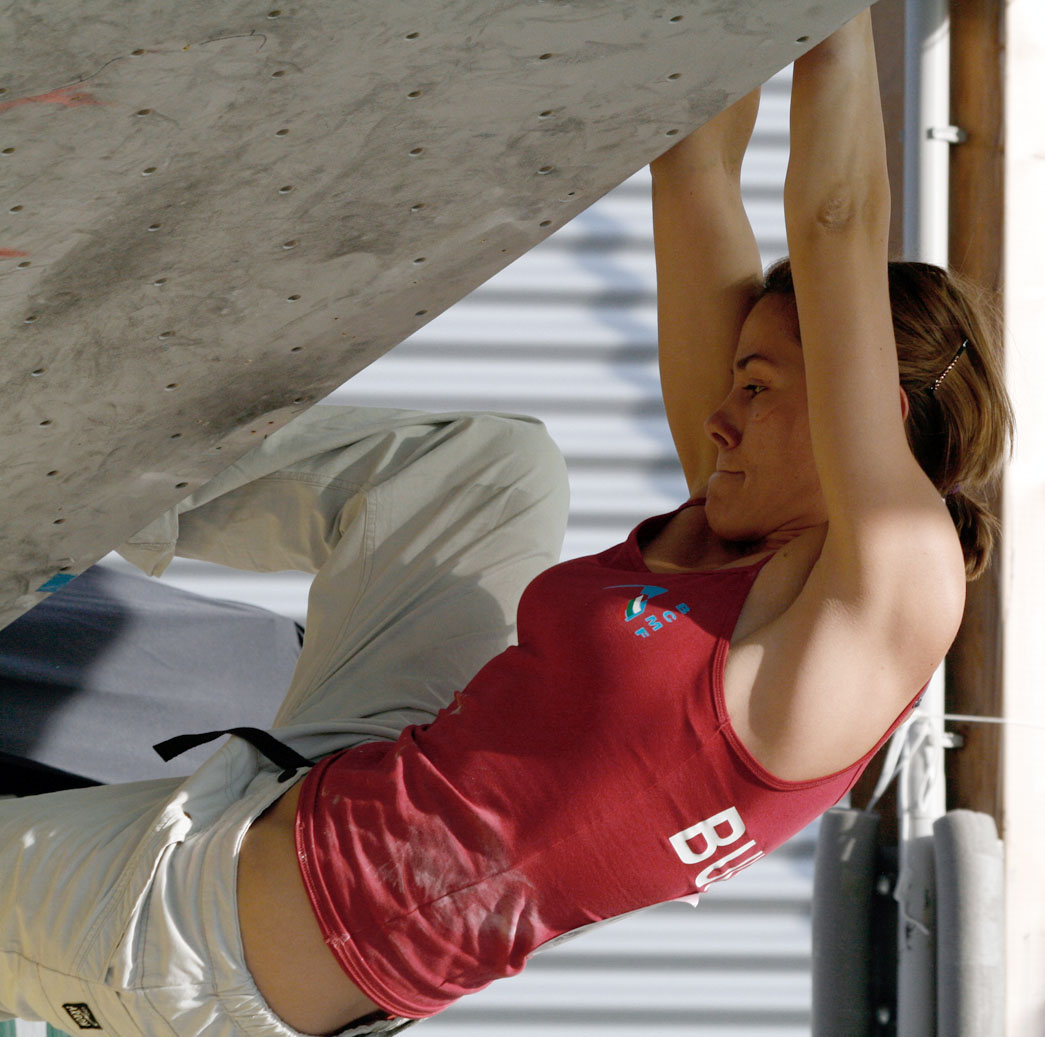
肩甲骨が胸郭の背中側の湾曲した面の上（表面）の筋肉群の中を、回転しつつスライドし、その肩甲骨の隅に、さらに自由度の高い球関節があるので、肩は人の関節の中で最も複雑な動きをすることができる（写真はボルダリングをする女性）。

- 人の腕が胴体に接続する部分の上部、および、そこから首の付け根にかけての部分[1]。
- 動物の前肢や翼が胴体に接続する部分の上部[1]。

## 概説
肩は、運動器としてとらえると、ヒトのさまざまな関節のなかでもっとも複雑な動きをする関節だと知られている。
「肩」は（医学的見ると）、広義の肩である肩複合体（胸骨、鎖骨、肩甲骨、肋骨、上腕骨から構成される複合体）を指す場合と、（狭義に）その肩複合体の一部である肩甲骨と上腕骨の関節（肩甲上腕関節）に限定して指す場合がある。
実際的には（たとえば人々が「肩」の不調などを訴える時、医療やスポーツ医学などで「肩」の治療を行う場合など、「肩」がテーマになっている時）その「肩」はほとんどの場合、（たとえ一般人は理解・自覚できていなくても、実際には）広義の肩複合体が関係している。
肩複合体は、胸骨・鎖骨・肩甲骨・肋骨・上腕骨から構成される複合体であるが、特にポイントとなることは、
（人体の背中側で）スライド運動をする肩甲骨と、その肩甲骨の端に位置する球関節（肩甲上腕関節）が組み合わさった構造を持っている、ということである。
その結果、運動器としての肩は、回転（外転、内転）、旋回（外旋、内旋、上方回旋、下方回旋）、挙上、下制（引き下げ）、牽引（前方牽引、後方牽引）、屈曲（関節屈曲、水平屈曲）、伸展（関節伸展、水平伸展）などの複雑な動作が可能である。また、多くの筋肉から構成されており、強い力を出すことができる。
頂上より少し下がった平らな部分を山の肩、瓶の肩などと呼ぶことがある。

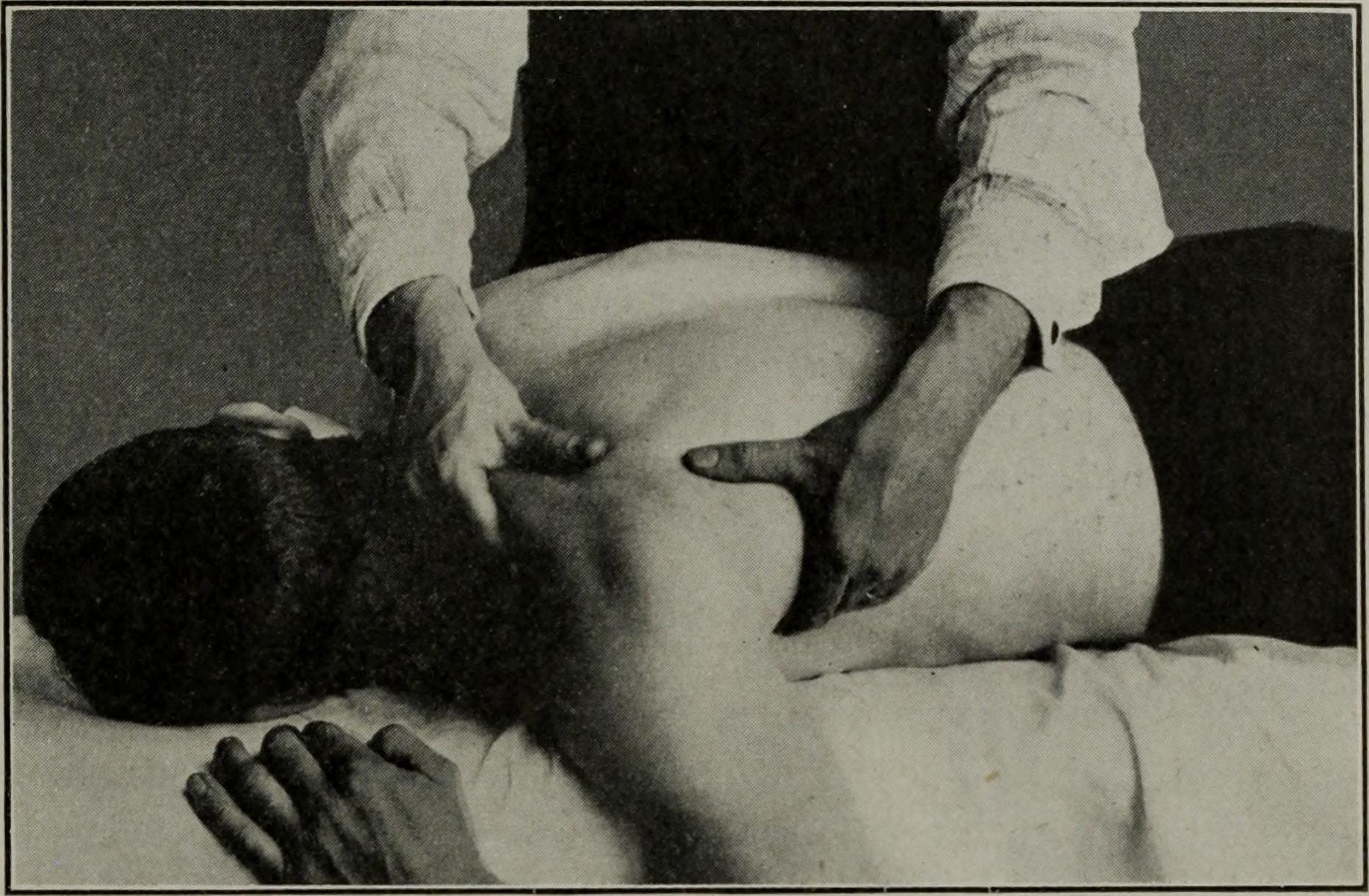
肩のマッサージ

デスクワークなどで長時間同じ姿勢を続けていると、肩付近の筋肉に不快感や痛みを訴える肩こりの症状が現れやすい。広く、肩もみ、肩のマッサージなどをして改善がはかられている。「肩こり」という場合の「肩」には、肩複合体に加えて、大雑把に首（頚部）までも含めることがある。

## 肩複合体の構造

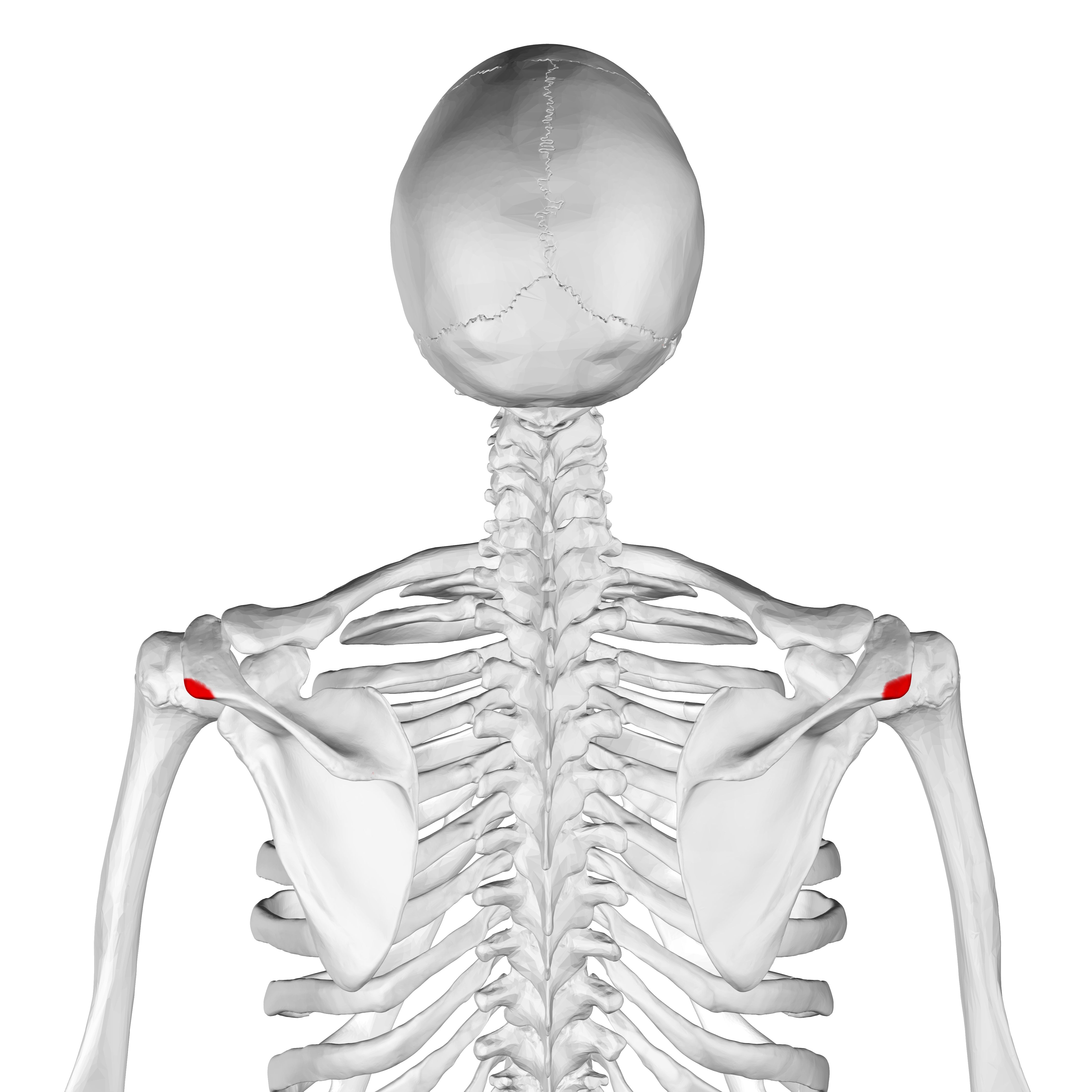
背中側から見た肩付近の骨。赤色は肩峰骨。

肩複合体を構成する骨は胸骨・鎖骨・肩甲骨・肋骨・上腕骨であるが、（"関節"という観点からは）3つの解剖学的関節および2つの機能的関節から成る。
解剖学的関節
- 肩甲上腕関節 : 肩甲骨関節窩と上腕頭骨からなる関節。可動性が最も大きい。[3]
- 肩鎖関節 : 肩甲骨と鎖骨との関節。可動性は小さい。[3]
- 胸鎖関節 : 胸骨と鎖骨との関節。可動性は小さい。[3]

機能的関節
- 肩峰下関節 : 上腕頭骨とその上の肩峰の間の滑動部（スライドする部分）。解剖学上の杓子定規な定義では「関節」には当たらないが、機能的に非常に重要であり、「第２肩関節」と呼ばれている。[3]
- 肩甲胸郭関節 : 肩甲骨前面と胸郭の後外側面との間の「機能的関節」である[3]。肩甲骨が、背の筋肉の中、肋骨の上を活動する[3]（つまり、肋骨の表面を、肋骨と平行に、スライドするように動き回る）。（肩甲上腕骨に次いで）可動性が大きい[3]。

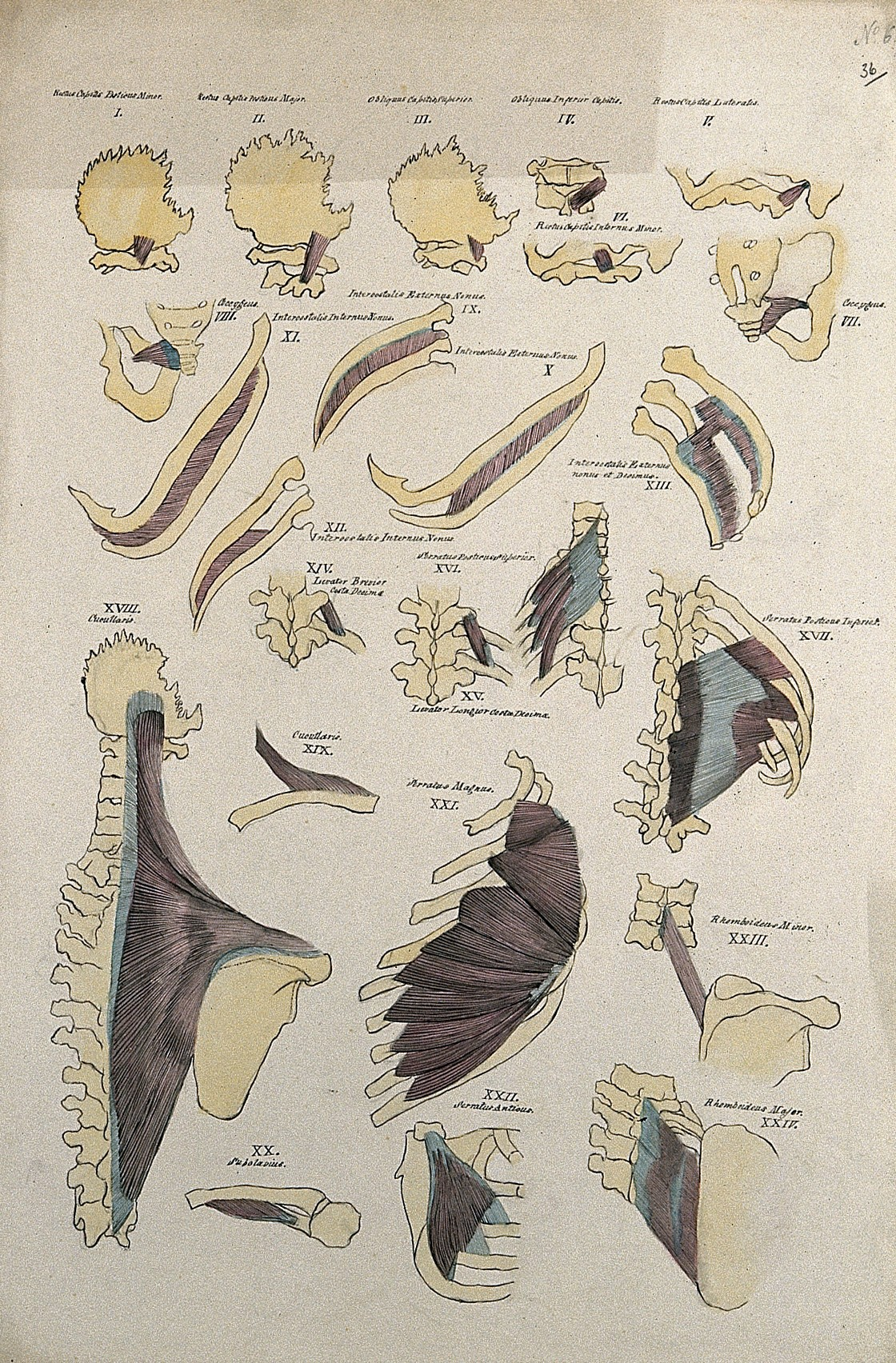
肩の筋肉の一部を含むスケッチ

「狭義の肩」つまり肩甲上腕関節のほうは、球形の上腕骨頭がそれを包み込む形の関節窩にはめ込まれた構造を持っている。周囲は三角筋、棘上筋、棘下筋、大円筋、小円筋肉、肩甲下筋など多くの筋肉や靭帯で囲まれている。その胴体部分は肩甲骨につながっている。肩甲骨の上部と頚部前方を結ぶ細長い骨が鎖骨であり、その後方は皮膚が少し凹んでいることから正面から見た場合に容易に確認できる。

## ゼロポジション
ゼロポジション（Zero Position）とは1961年にインドの整形外科医であるSaha.A.Kによって発見された、腕を脱臼や骨折などをしてしまった患者にあまり資金や手間（手術）をかけずに治療するために見つけた肢位の事である。定義は、肩甲骨の棘突起と上腕骨の長軸が一致し、肩周辺の筋収縮力が均等になり、自発的な筋力発揮では回旋運動が不可能になるポジショニングの事である。

## 健康
肩の形を維持するためには、肩のストレッチなど、肩の筋肉を鍛えることが大切である。もちろん、どんなストレッチでも途中で痛みを感じたら、すぐに中止する必要がある。そうしないと、肩は怪我してしまう。

## 症状

### 四十肩、五十肩
その名の通り、40歳から50歳頃になって加齢に伴う組織の変性が原因となって痛みを発生し、運動を制限するためにさらに拘縮が進み、次第に痛みが強くなる悪循環を伴う症状である。肩関節周囲炎・凍結肩・疼痛性肩関節制動症等に分けられる。軽度のものは温熱療法、運動療法が効果的である。約1年から1年半程度かかるが、自然に完治するという特徴がある。

### 脱臼
球形の関節頭がそれを覆う関節窩から外れた状態を脱臼と呼び、肩関節（肩甲上腕関節）は最も脱臼を起こしやすい部位である。外傷や先天的要因により、軽微な力でも脱臼を繰り返す習慣性（反復性）脱臼になることがある。日本では柔道整復師による治療も行われる。

## 食肉の部位
牛肉、豚肉などのカタ（カタカナ書きにすることが多い）は、前足および前身部を含む部位のことである。
肩肉は、前足の付け根付近の肉で、牛・豚ともに脂肪分がいちばん少ないので、赤身肉とも呼ばれる。ヘルシーではあるが、堅くてやや筋っぽく、価格も安い。煮込み料理などに適する。
頭の付け根付近の、背骨の両脇についている肉は肩ロースといい、肩肉より脂身があり、豚ではトンカツなどに、牛（牛かたロース）ではしゃぶしゃぶなどによく用いられる。

## スポーツと肩
野球などのスポーツでボールなどを遠くに投げる能力に優れていることを「肩が強い」「強肩（きょうけん）」、その逆を「肩が弱い」「弱肩（じゃっけん）」という。英語における同様の表現にはshoulderではなくarmの語を用いる。野球では捕手、内野手（遊撃手、三塁手）、外野手が肩が強い選手に有利なポジションである。遠投能力だけでなく正確なコントロールも重要である。特に投手の肩は命であり、選手生命に大きく影響するが、打者側からすれば打球が肩に当たれば投手はコントロールが悪くなり、試合が有利になる絶好のチャンスでもある。
プロ野球の元投手・監督の権藤博は、酷使により選手生命を縮めた自身の経験から「肩は消耗品」を持論としている。
格闘技やそれに類するスポーツなどでは体当たりの際に肩から当たる方法があり、ショルダー・タックルはその例である。中国武術では拳、肘と肩を同等の攻撃部位と見なす。

## 比喩など
また、地位、身分、称号などのことを、氏名の右上に記すことから肩書きと呼ぶ。肩で荷物を担ぐことから転じて、力、負担、責任などを指すことがあり、肩を貸す、肩の荷が下りるなど多くの成句・慣用句がある。